# Mutianyu

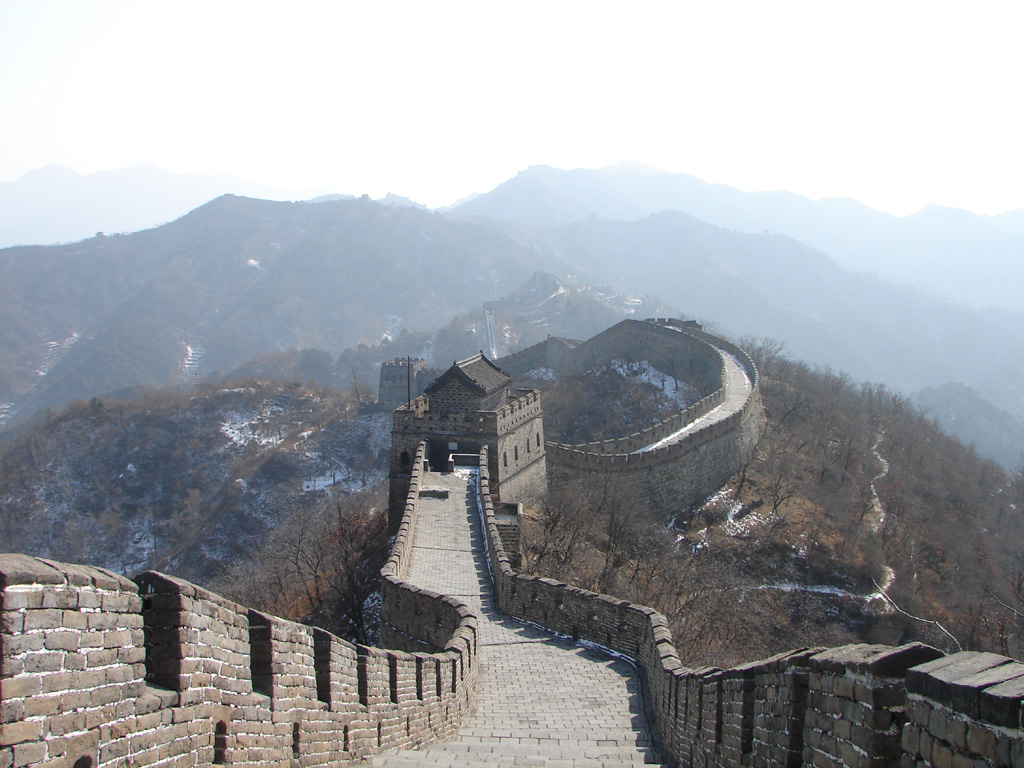
Teil des Mutianyu-Abschnitts der Chinesischen Mauer

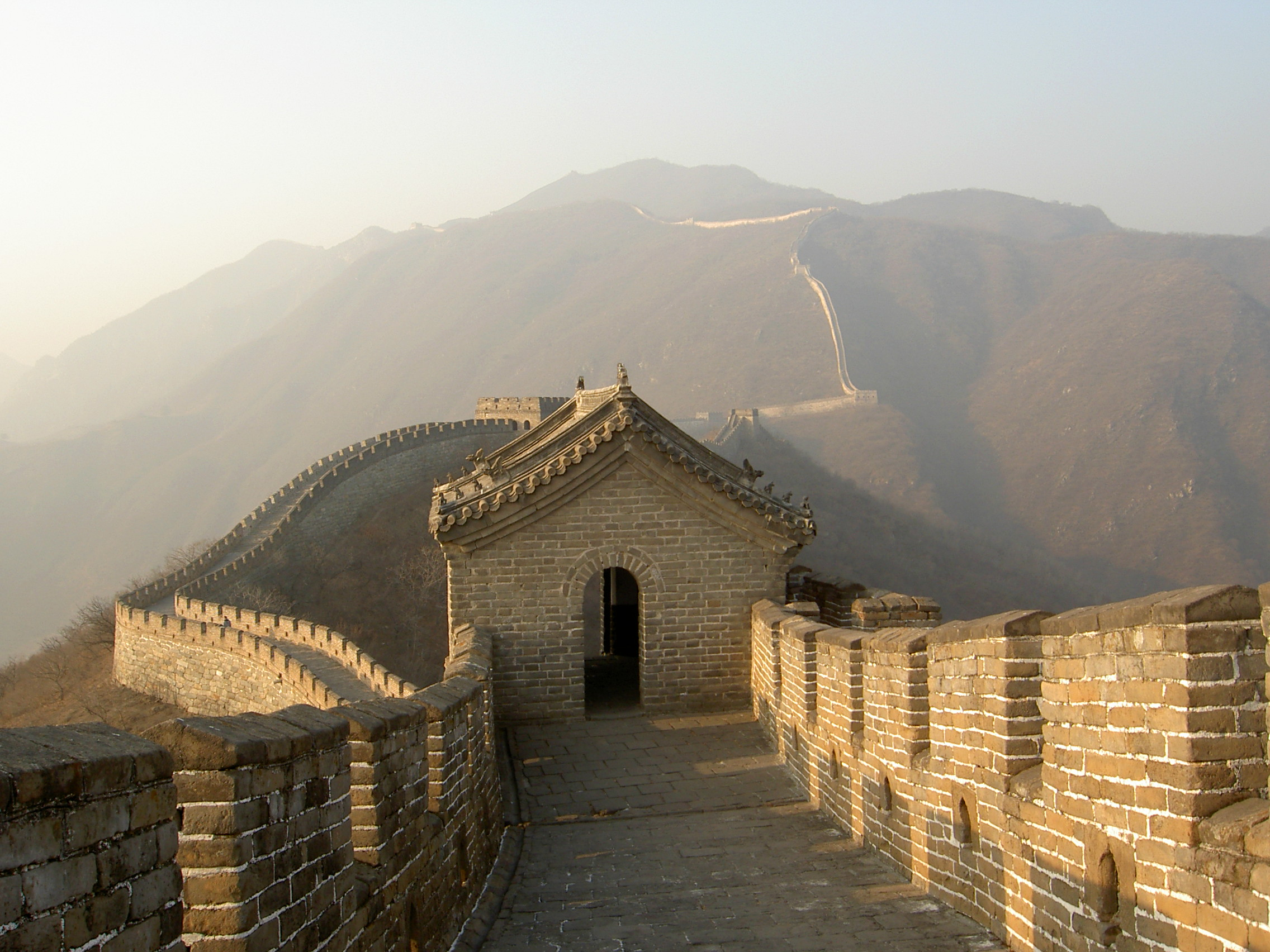
Die Chinesische Mauer bei Mutianyu

Mutianyu (chinesisch 慕田峪, Pinyin Mùtiányù) ist ein Abschnitt der Chinesischen Mauer im Stadtbezirk Huairou 70 km nordöstlich von Peking. Der Mauerabschnitt steht nach Westen in Verbindung mit dem Juyongguan-Abschnitt und dem Gubeikou-Tor im Osten. Als einer der am besten erhaltene Abschnitt der Großen Mauer diente Mutianyu als der nördliche Verteidigungswall der Hauptstadt und der kaiserlichen Gräber.
Mit einem Baubeginn in der Mitte des 6. Jahrhunderts während der Nördlichen Qi-Dynastie ist die Große Mauer von Mutianyu älter als der Badaling-Abschnitt. In der Ming-Dynastie begann unter General Xu Da die Errichtung der heutigen Mauer auf den Fundamenten der Mauer aus der Nördlichen Qi-Dynastie. 1404 wurde ein Übergang in die Mauer gebaut. 1569 war die Mauer wieder aufgerichtet, und bis heute sind die meisten Teile gut erhalten.
Der Mutianyu-Abschnitt sticht aufgrund seines großen Maßstabs und der Bauqualität unter den Abschnitten der Großen Mauer hervor. Überwiegend aus Granit errichtet, ist die Mauer sieben bis acht Meter hoch und an der Mauerkrone vier bis fünf Meter breit. Ein besonderes Merkmal des 2.250 Meter langen Abschnitts sind die 22 Wachtürme. Der Abschnitt ist beidseitig mit Zinnen besetzt, so dass die Verteidiger nach beiden Seiten schießen konnten. Das Torhaus am Durchgang besteht aus drei Wachtürmen, einem großen in der Mitte und zwei kleineren zu beiden Seiten. Die Türme stehen auf einer Terrasse und sind innen miteinander verbunden.
Der Mauerabschnitt steht Besuchern offen, 2 Seilbahnen erleichtern den Aufstieg. Als Touristenattraktion wurde eine Abfahrt mit Schlitten auf Rädern eingerichtet, die auf einer kurvigen Metallbahn von der Mauer hinab fahren, vergleichbar einer Sommerrodelbahn.
In der Nähe des Mauerabschnitts liegt das gleichnamige Dorf, das eine Partnerschaft mit dem Ort Shelburne Falls im US-Bundesstaat Massachusetts eingegangen ist. Im Dorf hat der Amerikaner James H. Spear zusammen mit verschiedenen Bauherren ca. 15 Millionen US-Dollar investiert und damit mehr als 30 Bauernhäuser, eine alte Glasziegelfabrik und eine ehemalige Dorfschule in Wochenendunterkünfte und Restaurants umgewandelt.